# Championnat américain de course automobile 1920
Navigation
1916 1921
Le Championnat américain de course automobile 1920 est la troisième édition du championnat de monoplace américaine et s'est déroulé du 28 février au 25 novembre sur 10 épreuves dont 5 comptant pour le classement final. Ce championnat est organisé par l'Association américaine des automobilistes (AAA).
Le championnat est remporté à titre posthume par Gaston Chevrolet.

## Calendrier
| no | Date        | Course                   | Circuit                     | Lieu                      | Type  | Pole Position | Vainqueur        |
| -- | ----------- | ------------------------ | --------------------------- | ------------------------- | ----- | ------------- | ---------------- |
| 1  | 28 février  | Beverly Hills Race       | Los Angeles Motor Speedway  | Beverly Hills, Californie | Board | Jimmy Murphy  | Jimmy Murphy     |
| 2  | 31 mai      | 500 miles d'Indianapolis | Indianapolis Motor Speedway | Speedway, Indiana         | Brick | Ralph DePalma | Gaston Chevrolet |
| 3  | 5 juillet   | Tacoma Race              | Pacific Speedway            | Tacoma, Washington        | Board | Tommy Milton  | Tommy Milton     |
| 4  | 28 août     | Elgin National Trophy    | Elgin Road Race Course      | Elgin, Illinois           | Road  | Ralph DePalma | Ralph DePalma    |
| 5  | 25 novembre | Beverly Hills Race 2     | Los Angeles Motor Speedway  | Beverly Hills, Californie | Board | Jimmy Murphy  | Roscoe Sarles    |

## Classement
| Pos.     | Pilote           | Voiture              | Points |
| -------- | ---------------- | -------------------- | ------ |
| Champion | Gaston Chevrolet | Frontenac            | 1030   |
| 2e       | Tommy Milton     | Duesenberg           | 930    |
| 3e       | Jimmy Murphy     | Duesenberg           | 885    |
| 4e       | Ralph DePalma    | Ballot               | 605    |
| 5e       | Roscoe Sarles    | Frontenac Duesenberg | 540    |
| 6e       | René Thomas      | Ballot               | 520    |
| 7e       | Joe Thomas       | Frontenac            | 351    |
| 8e       | Ralph Mulford    | Duesenberg           | 350    |
| 9e       | Eddie Hearne     | Duesenberg           | 345    |
| 10e      | Eddie Miller     |                      | 260    |

## Courses organisées par l'AAA ne comptant pas pour le championnat
| Date         | Course                    | Circuit                    | Lieu                      | Type  | Pole Position   | Vainqueur     |
| ------------ | ------------------------- | -------------------------- | ------------------------- | ----- | --------------- | ------------- |
| 28 mars      | Beverly Hills Heat 1      | Los Angeles Motor Speedway | Beverly Hills, Californie | Board | —               | Art Klein     |
| 28 mars      | Beverly Hills Heat 2      | Los Angeles Motor Speedway | Beverly Hills, Californie | Board | —               | Jimmy Murphy  |
| 28 mars      | Beverly Hills Main        | Los Angeles Motor Speedway | Beverly Hills, Californie | Board | —               | Tommy Milton  |
| 19 juin      | Universal Trophy Race     | Uniontown Speedway         | Hopwood, Pennsylvanie     | Board | —               | Tommy Milton  |
| 6 septembre  | 4th Annual Autumn Classic | Uniontown Speedway         | Hopwood, Pennsylvanie     | Board | —               | Tommy Milton  |
| 19 septembre | Syracuse Race             | New York State Fairgrounds | Syracuse, New York        | Dirt  | —               | Ralph DePalma |
| 2 octobre    | Fresno Race               | Fresno Speedway            | Fresno, Californie        | Board | Eddie O'Donnell | Jimmy Murphy  |